# كيران ديساي
كاتبة وروائية هندية من مواليد 3 أيلول 1971 فازت بجائزة بوكر الأدبية مؤخرا وهي بعمر 35 سنة عن روايتها (ميراث الخسارة) (Inheritance of Loss) وتعدّ رواية ميراث الخسارة ثاني رواية لها بعد روايتها الأولى (ضجة في بستان الجوافة) (Hllabaloo in the Guava Orchard).
عاشت ديساي حتى الخامسة عشر من عمرها في الهند ثم انتقلت إلى بريطانيا للدراسة وهي تغيش حاليا في الولايات المتحدة الأمريكية.
كيران ديساي هي ابنة الكاتبة والروائية الهندية انيتا ديساي وبفوزها بجائزة بوكر الأدبية لعام 2006 على ثلاثة كتاب آخرين تعدّ كيران اصغر كاتبة فازت بهذه الحائزة التي تبلغ قيمتها المادية 50000 جنيه إنكليزي.
تميزت رواية ميراث الخسارة بكونها ذات أبعاد إنسانية وحكم
وذات رقة كوميدية ونزعة سياسية قوية، حيث تقع أحداث الرواية بين شمال شرق الهيمالايا ونيويورك وهي تروي حكاية قاض في الهيملايا قرر التقاعد والعيش في هدوء في منزله المنعزل ولكن حياته تنقلب رأسا على عقب بوصول حفيدته اليتيمة المراهقة لتعيش معه.

## روابط خارجية
- كيران ديساي على موقع الموسوعة البريطانية (الإنجليزية)
- كيران ديساي على موقع مونزينجر (الألمانية)